# 黑点泛树蛙
黑点泛树蛙（学名：Polypedates nigropunctatus）为树蛙科泛树蛙属的两栖动物，是中国的特有物种。分布于云南、贵州、安徽、湖南等地，多生活于山区水塘及水坑附近。其生存的海拔范围为975至2000米。该物种的模式产地在贵州威宁。

## 保护
本种于2023年被收录入《有重要生态、科学、社会价值的陆生野生动物名录》。